# Darvel Bay
Die Darvel Bay (malaiisch Teluk Darvel) ist eine große Bucht an der Ostküste der Insel Borneo. Sie gehört zum Staat Sabah, Malaysia. Sie ist die größte, halb von Landmassen umgebene Bucht an der Ostküste von Borneo und öffnet sich zur Sulawesisee. Verwaltungstechnisch gehört sie zur Tawau Division mit den Distrikten Lahad Datu an der Nordseite, Kunak in der Mitte und Semporna im Süden der Bucht. Innerhalb der Darvel Bay gibt es weitere, kleinere Buchten, z. B. die Lahad Datu Bay.

## Geographie
Weite Küstengebiete der Darvel Bay bestehen aus Mangrovensümpfen.  Innerhalb der Bucht gibt er unzählige Inseln; die größte, Pulau Timbun Mata, befindet sich nahe der südlichen Küste.

## Geschichte
Das Gebiet rund um die Darvel Bay ist bereits seit über 20.000 Jahren besiedelt. Auf dem Festland und den Inseln entdeckte Kalksteinhöhlen wurden in prähistorischer Zeit für Begräbnisse benutzt.
Ende des 19. Jahrhunderts war die Darvel Bay ein bevorzugtes Versteck von Piraten.  Zu den berühmtesten Piraten seiner Zeit gehörte Datu Kudunding.
Die Briten nutzten das Gebiet zum Anbau von Tabak. Die Darvel Bay Tobacco Plantations Ltd im Lahad Datu Distrikt wurde im Dokumentarfilm Urban Bioscope Expedition through Borneo vom H. M. Lomas verewigt.